# Danilo Oscar Lancini
Danilo Oscar Lancini, né le 15 octobre 1965 à Rovato, est un homme politique italien. Membre de la Ligue du Nord (LN), il est député européen depuis le 18 avril 2018.

## Biographie
Représentant historique de la Ligue du Nord, il est maire d'Adro deux mandats consécutifs, de 2004 à 2014. En 2010, il crée une polémique pour avoir exposé le Soleil des Alpes, symbole du nationalisme padan, dans les salles de classe d'Adro. Cela provoque l'intervention de la ministre de l'Éducation de l'époque, Mariastella Gelmini.
Lors élections européennes de 2014, il est candidat au Parlement européen sur les listes de la Ligue du Nord. Il obtient 14 258 voix de préférence mais n'est pas élu. Il intègre finalement le Parlement européen en avril 2018, en remplacement de Matteo Salvini élu sénateur. Il est réélu le 26 mai 2019 pour siéger au sein de la 9e législature.